# (6658) Akiraabe
(6658) Akiraabe – planetoida z pasa głównego asteroid okrążająca Słońce w ciągu 3 lat i 171 dni w średniej odległości 2,29 j.a. Została odkryta 18 listopada 1992 roku przez Kina Endate i Kazurō Watanabe. Przed nadaniem nazwy planetoida nosiła oznaczenie tymczasowe (6658) 1992 WT2.